# Фарицимаб
Фарицимаб  — лекарственный препарат с торговым наименованием Вабисмо, биспецифическое моноклональноe антитело, способное связывать Ang-2 и VEGF-A, разработано для лечения заболеваний сетчатки глаза, сопровождающихся неоваскуляризацией, в том числе возрастной макулярной дегенерации. Одобрен для применения: США (2022), Европейский союз (2022), Россия (2023). В США он распространяется компанией Genentech, в других странах — компанией Roche.

## Механизм действия
Фарицимаб представляет собой биспецифическое антитело с молекулярной массой 146 кДа, способное связывать с высокой аффинностью как сосудистый эндотелиальный фактор роста A (VEGF-A), так и ангиопоэтин-2 (Ang-2). Блокируя действие этих факторов роста, фарицимаб снижает миграцию и пролиферацию эндотелиальных клеток, стабилизирует сосуды и уменьшает их проницаемость. В ряде исследований фарицимаб продемонстрировал эффективность в сравнении с препаратами, которые действуют только на VEGF-опосредованный путь.

## Показания
- неоваскулярная (влажная) возрастная макулярная дегенерация[14][1].
- диабетический макулярный отёк[1].

## Противопоказания
- глазные или периокулярные инфекции
- внутриглазное воспаление
- гиперчувствительность
- возраст до 18 лет

## Беременность
Женщины детородного возраста во время лечения и 3 месяца после него должны использовать методы контрацепции.

## Способ применения
Фарицимаб выпускается в виде стерильного раствора для внутриглазного введения с концентрацией 120 мг/мл, применяется в виде интравитреальной инъекции, за одну инъекцию вводят 6 мг (0,05 мл раствора).

## Разработка
В 2016 году доклинические исследования, изучающие механизм действия фарицимаба, показали, что в результате блокирования Ang-2, одной из мишеней препарата, уменьшается разрушение эндотелиального барьера в кровеносных сосудах. В 2017 году исследования I фазы в неоваскулярной возрастной макулярной дегенерации показали, что препарат безопасен для применения у людей и хорошо переносится.
В исследовании II фазы BOULEVARD при диабетическом макулярном отёке фарицимаб продемонстрировал лучшую прибавку остроты зрения по сравнению с ранибизумабом и приемлемый профиль безопасности у ранее нелеченных пациентов на 24-й неделе. На основе полученных данных был разработан дизайн исследований III фазы YOSEMITE и RHINE, где препаратом сравнения выступил афлиберцепт.
В исследовании II фазы STAIRWAY при неоваскулярной возрастной макулярной дегенерации фарицимаб, применяемый один раз в 12 недель, либо один раз в 16 недель, показал сопоставимые показатели по прибавке остроты зрения по сравнению с ранибизумабом, применяемым ежемесячно.
В исследованиях III фазы TENAYA и LUCERNE при неоваскулярной возрастной макулярной дегенерации фарицимаб, применяемый вплоть до одного раза в 16 недель, показал сопоставимую эффективность в сравнении с афлиберцептом один раз в 8 недель, оба препарата применялись после курса загрузочных инъекций один раз в 4 недели: 4 для фарицимаба, 3 для афлиберцепта. Таким образом, фарицимаб потенциально способен значительно увеличить интервалы между инъекциями при сохранении эффекта от лечения и уменьшить бремя лечения пациентов с неоваскулярной возрастной макулярной дегенерацией.
В исследованиях III фазы YOSEMITE и RHINE при диабетическом макулярном отёке фарицимаб применялся вплоть до одного раза в 16 недель, сравнение проводилось с афлиберцептом один раз в 8 недель (оба препарата применялись после курса загрузочных инъекций один раз в 4 недели: 4 для фарицимаба, 5 для афлиберцепта). При этом фарицимаб продемонстрировал устойчивое улучшение остроты зрения и анатомических показателей, сопоставимое с афлиберцептом, что говорит о потенциале фарицимаба увеличить продолжительность действия антиангиогенной терапии у пациентов с диабетическим макулярным отёком.
В исследованиях III фазы COMINO и BALATON при макулярном отёке вследствие окклюзии центральной вены сетчатки и её ветвей соответственно, фарицимаб достиг первичной конечной точки не меньшей эффективности (по улучшению остроты зрения) в сравнении с афлиберцептом.

## Побочные эффекты
Наиболее распространённая побочная реакция у людей, принимающих фарицимаб, — кровотечение под конъюнктиву.